# Sherzod Nasrullaev
Sherzod Nasrullaev (en uzbeko: Шерзод Иннатилло оглы Насруллаев; Koson, Uzbekistán, 23 de julio de 1998) es un futbolista de Uzbekistán que juega en la posición de lateral izquierdo con el FC Nasaf de la Liga de fútbol de Uzbekistán.

## Carrera

### Club
| Periodo | Club     |
| ------- | -------- |
| 2018-   | FC Nasaf |

### Selección nacional
Nasrullaev fue convocado por Uzbekistán sub-21 para un torneo menor en 2018, donde ganó el premio al gol del torneo. También jugó para Uzbekistán sub-23 en el Campeonato Sub-23 de la AFC 2020.
Nasrullaev fue convocado por primera vez con la selección absoluta de Uzbekistán en 2022. Fue convocado para jugar en la Copa Asiática 2023 donde anotó su primer gol internacional en la victoria por 3-0 ante India.

## Logros
- Copa de Uzbekistán: 2021, 2022, 2023
- Supercopa de Uzbekistán: 2023